# Mistrzostwa Europy Juniorów w Saneczkarstwie 1959
5. Mistrzostwa Europy juniorów w saneczkarstwie 1959 odbyły się 31 stycznia w Weißenbach bei Liezen, w Austrii. Mistrzostwa w tej miejscowości rozegrane po raz drugi (poprzednio w 1956). Rozegrane zostały trzy konkurencje: jedynki kobiet, jedynki mężczyzn oraz dwójki mężczyzn. W klasyfikacji medalowej najlepsi byli gospodarze.

## Terminarz
| Data             | Miejscowość           | Konkurencja      | Złoto                          | Srebro                         | Brąz                            |
| ---------------- | --------------------- | ---------------- | ------------------------------ | ------------------------------ | ------------------------------- |
| 31 stycznia 1959 | Weißenbach bei Liezen | Jedynki kobiet   | Gretl Angerer                  | Zenzi Plenk                    | Karin Kurz                      |
| 31 stycznia 1959 | Weißenbach bei Liezen | Jedynki mężczyzn | Manfred Schweiberer            | Jean-Pierre Gottschall         | Josef Fleischmann               |
| 31 stycznia 1959 | Weißenbach bei Liezen | Dwójki mężczyzn  | Wolfgang Winkler Leonhard Eham | Giorgio Moroder Arnold Prinoth | Anton Feldhammer Manfred Schmid |

## Wyniki

### Jedynki kobiet
- Data / Początek: Sobota 31 stycznia 1959

| Medal | Zawodniczka         | Narodowość |
| ----- | ------------------- | ---------- |
|       | Gretl Angerer       | Austria    |
|       | Zenzi Plenk         | RFN        |
|       | Karin Kurz          | RFN        |
| 4.    | Marianne Winkler    | RFN        |
| 5.    | Sieglinde Profanter | Austria    |
| 6.    | Hann Possmoser      | Austria    |
| 7.    | Brigitte Fink       | Włochy     |
| 8.    | Monika Reichling    | RFN        |
| 9.    | Anna Stock          | Austria    |
| 10.   | Gudrun Konicek      | NRD        |
| 11.   | Elfriede Schneider  | Włochy     |
| 12.   | Trude Steigenberger | Austria    |
| 13.   | Rosemarie Resch     | Austria    |

### Jedynki mężczyzn
- Data / Początek: Sobota 31 stycznia 1959

| Medal | Zawodnik               | Narodowość |
| ----- | ---------------------- | ---------- |
|       | Manfred Schweiberer    | Austria    |
|       | Jean-Pierre Gottschall | Szwajcaria |
|       | Josef Fleischmann      | RFN        |
| 4.    | Erwin Schlömmer        | Austria    |
| 5.    | Hans Kranwettvogl      | RFN        |
| 6.    | Reinhold Sulzbacher    | Austria    |
| 7.    | Thomas Köhler          | NRD        |
| 8.    | Anton Feldhammer       | Austria    |
| 9.    | Arnold Prinoth         | Włochy     |
| 10.   | Leonhard Eham          | RFN        |
| 11.   | Juli Ultschar          | Jugosławia |
| 12.   | Arnold Gartmann        | Szwajcaria |
| 13.   | Arnold Springer        | Austria    |
| 14.   | Walter Merten          | NRD        |
| 15.   | Otto Kostner           | Włochy     |
| 16.   | Wolfgang Winkler       | RFN        |
| 17.   | Josef Hilgarter        | Austria    |
| 18.   | Georg Moroder          | Włochy     |
| 19.   | Jakob Rossman          | Jugosławia |
| 20.   | Josef Neururer         | Austria    |
| 21.   | Paul Nadles            | RFN        |
| 22.   | Walter Thaler          | Austria    |
| 23.   | Klaus Bonsack          | NRD        |
| 24.   | Werner Elsner          | NRD        |
| 25.   | Wilhelm Mair           | Włochy     |
| 26.   | Gerhard Kirchner       | NRD        |
| 27.   | Wolfgang Scheidel      | NRD        |
| 28.   | Mathias Pfister        | Austria    |
| 29.   | Janez Pogatschnik      | Jugosławia |
| 30.   | Leopold Nicolussi      | Włochy     |
| 31.   | Peter Weiss            | NRD        |

### Dwójki mężczyzn
- Data / Początek: Sobota 31 stycznia 1959

| Medal | Zawodnik                             | Narodowość |
| ----- | ------------------------------------ | ---------- |
|       | Wolfgang Winkler Leonhard Eham       | RFN        |
|       | Georg Moroder Arnold Prinoth         | Włochy     |
|       | Anton Feldhammer Manfred Schmid      | Austria    |
| 4.    | Hans Kranawettvogl Josef Fleischmann | RFN        |
| 5.    | Josef Hilgarter Reinhold Sulzbacher  | Austria    |
| 6.    | Walter Fürutter Josef Neururer       | Austria    |
| 7.    | Arnold Springer Walter Thaler        | Austria    |
| 8.    | Manfred Schweiberer Erwin Schlömmer  | Austria    |
| 9.    | Klaus Bonsack Walter Merten          | NRD        |
| 10.   | Thomas Köhler Gerhard Kirchner       | NRD        |
| 11.   | Harald Hönel Mathias Pfister         | Austria    |
| 12.   | Walter Eggert Wolfgang Scheidel      | NRD        |

## Klasyfikacja medalowa
| Miejsce | Państwo    |   |   |   | Razem |
| ------- | ---------- | - | - | - | ----- |
| 1.      | Austria    | 2 | 0 | 1 | 3     |
| 2.      | RFN        | 1 | 1 | 2 | 4     |
| 3.      | Szwajcaria | 0 | 1 | 0 | 1     |
| 3.      | Włochy     | 0 | 1 | 0 | 1     |